# Ірена Сольська

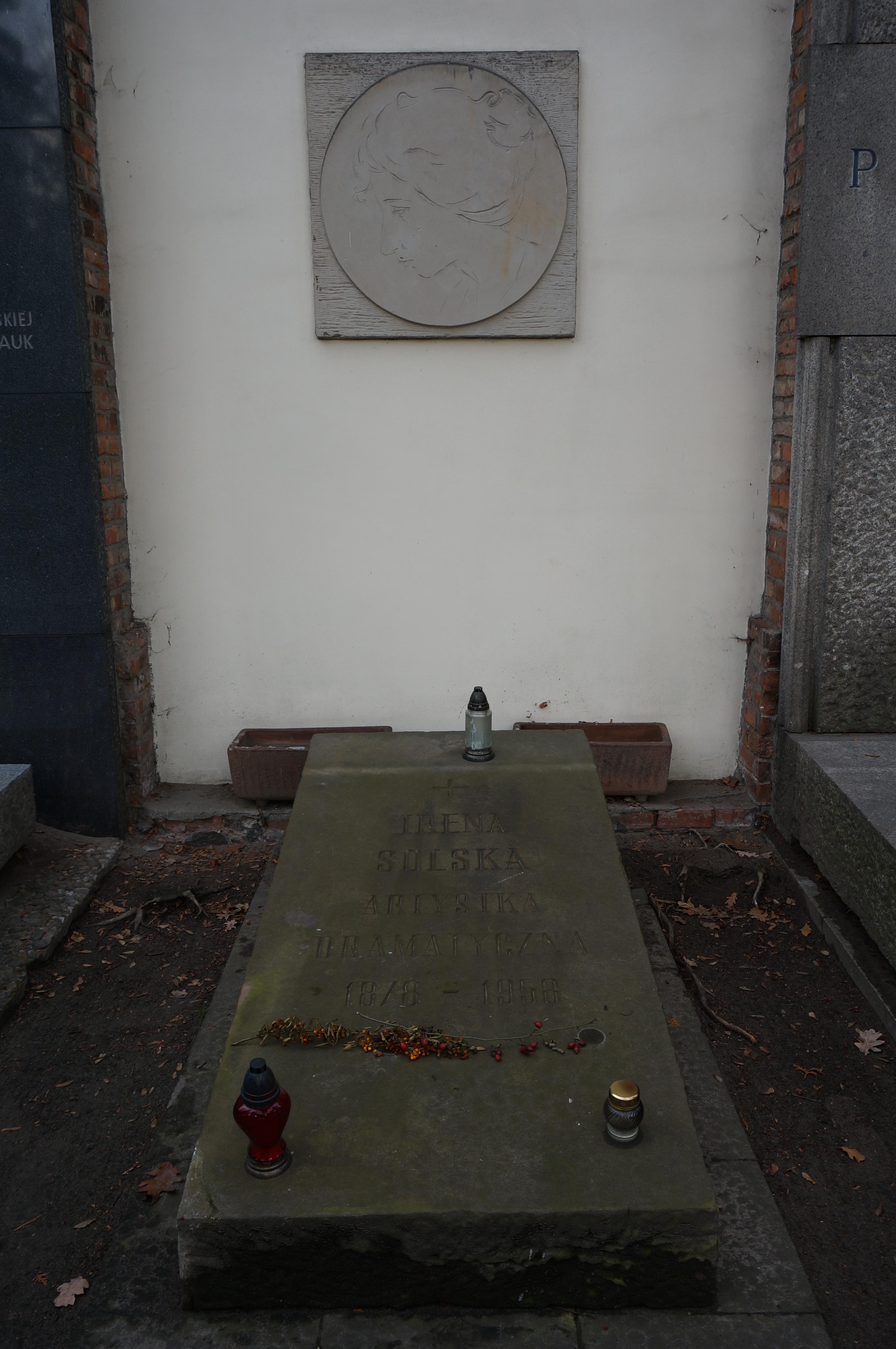
Могила Сольської на Повонзькому цвинтарі

Ірена Сольська, власне Кароліна Флора Сольська, уроджена Пошвік (27 жовтня 1877, Варшава — 8 березня 1958, Сколімув ) — польська актриса і театральний режисер, керівник театрів; одна з найвідоміших актрис в історії театру в Польщі ; дружина Людвіка Сольського .

## Біографія
Донька Тита Мечислава та художниці Броніслави Пошвікової, уродженої Бержинської. Дебютувала 26 лютого 1896 під псевдонімом Ґурська в головній ролі у виставі «Граф Рене» на сцені Лодзького театру. У 1896–1900, 1905–1910 та 1913–1919 роках вона була актрисою Міського театру в Кракові. У 1900–1905 роках виступала у Львові, а з 1919 року — у Варшаві. У сезоні 1932–1933 рр. керувала власним Театром ім. Жеромського у Варшаві. У сезоні 1948–1949 років вона була актрисою Нового театру в Легниці .
Останні роки життя провела в Будинку актора в Сколімові . У 1978 році вийшли її «Спогади», а в 1984 році «Листи»  .
Сольська описує у своїх мемуарах, що вона відвідала психіатричну лікарню Едварда Флатау приблизно в 1920 році, граючи божевільну дружину (Марію) у комедії Зигмунта Красінського "Nie-boska". Вона також зазначає, що окрім візиту вона також була ним оглянута  .
У 1899 році її портрет, який зараз знаходиться в колекції Національного музею в Кракові, виконав Леон Вичулковський .Похована на кладовищі Повонзкі у Варшаві на алеї Заслужених (могила 74/75)  .

Була другою дружиною Людвіка Сольського ; після розлучення з Сольським вона вийшла заміж за Оттона Гроссера, залізничного службовця, у листопаді 1914 року.

Під час війни допомогла багатьом людям, в т.ч Софії Розенблюм Шиманській, неврологу.

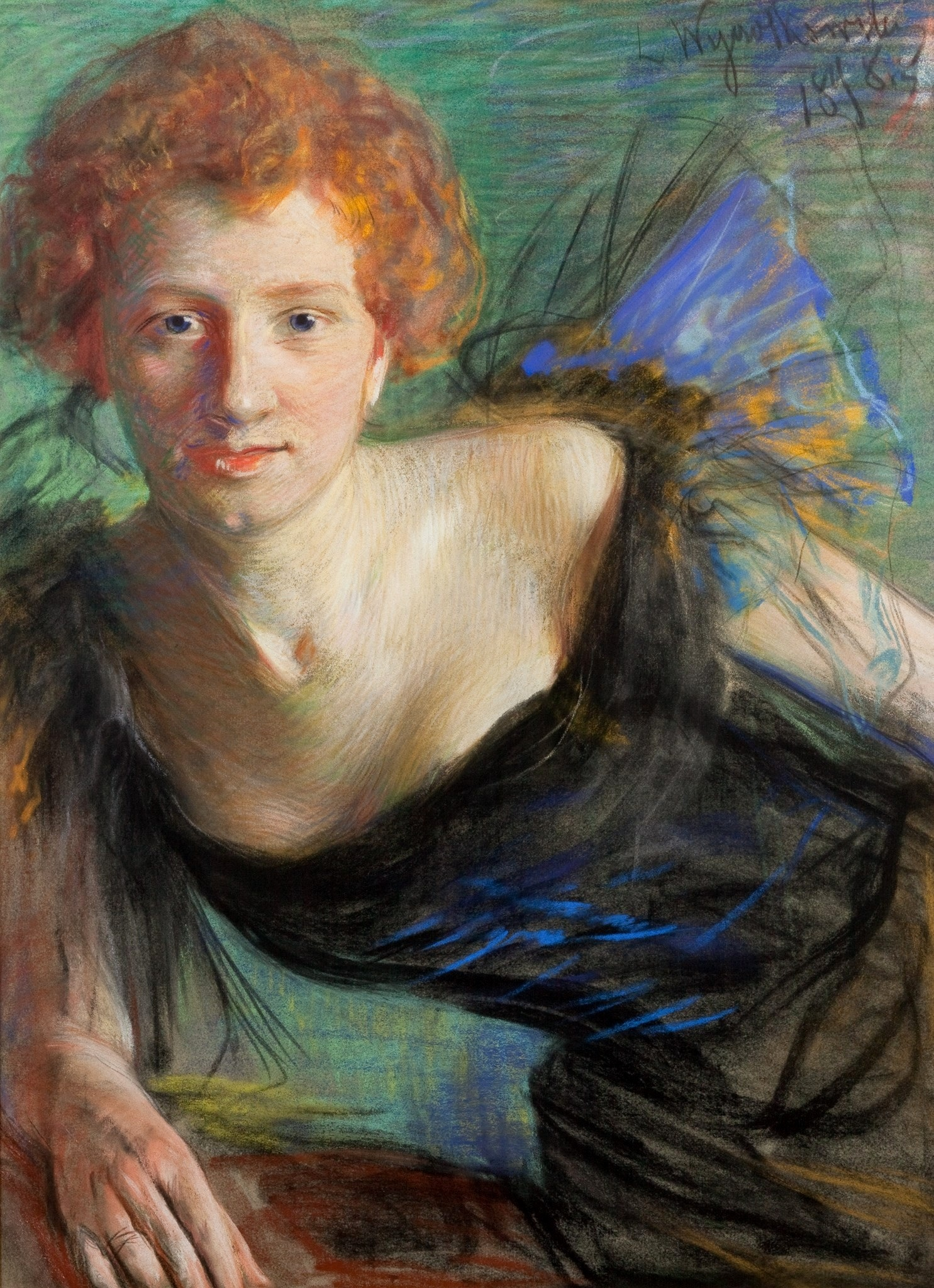
Леон Вичулковський, Портрет Ірени Сольської, 1898
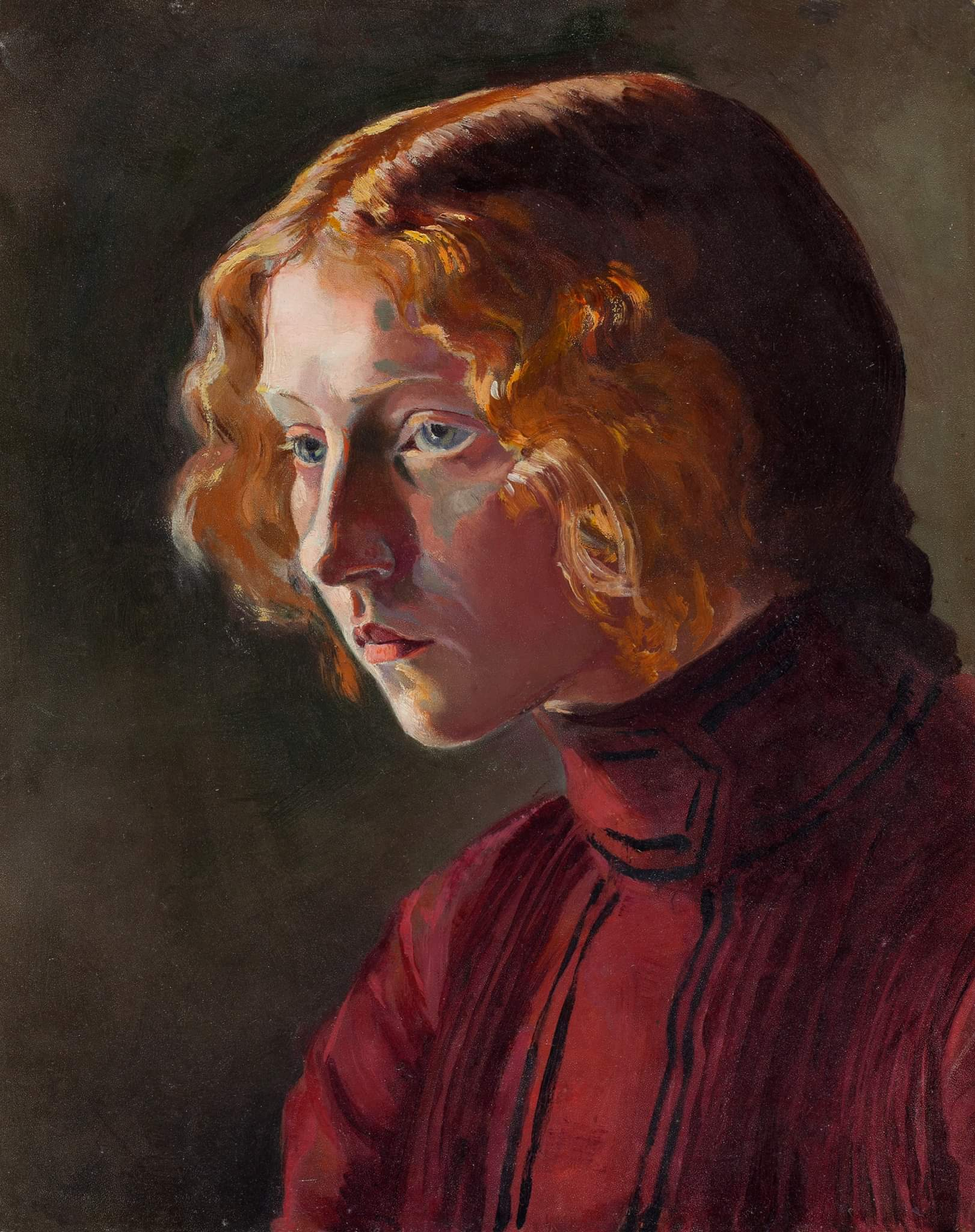
Яцек Мальчевський, Портрет Ірени Сольської, 1901
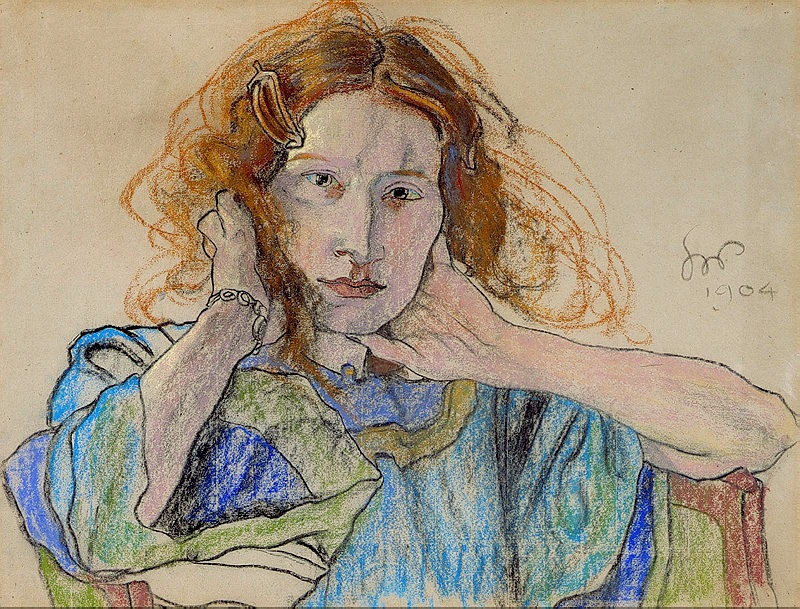
Станіслав Виспянський, Портрет Ірени Сольської, 1904
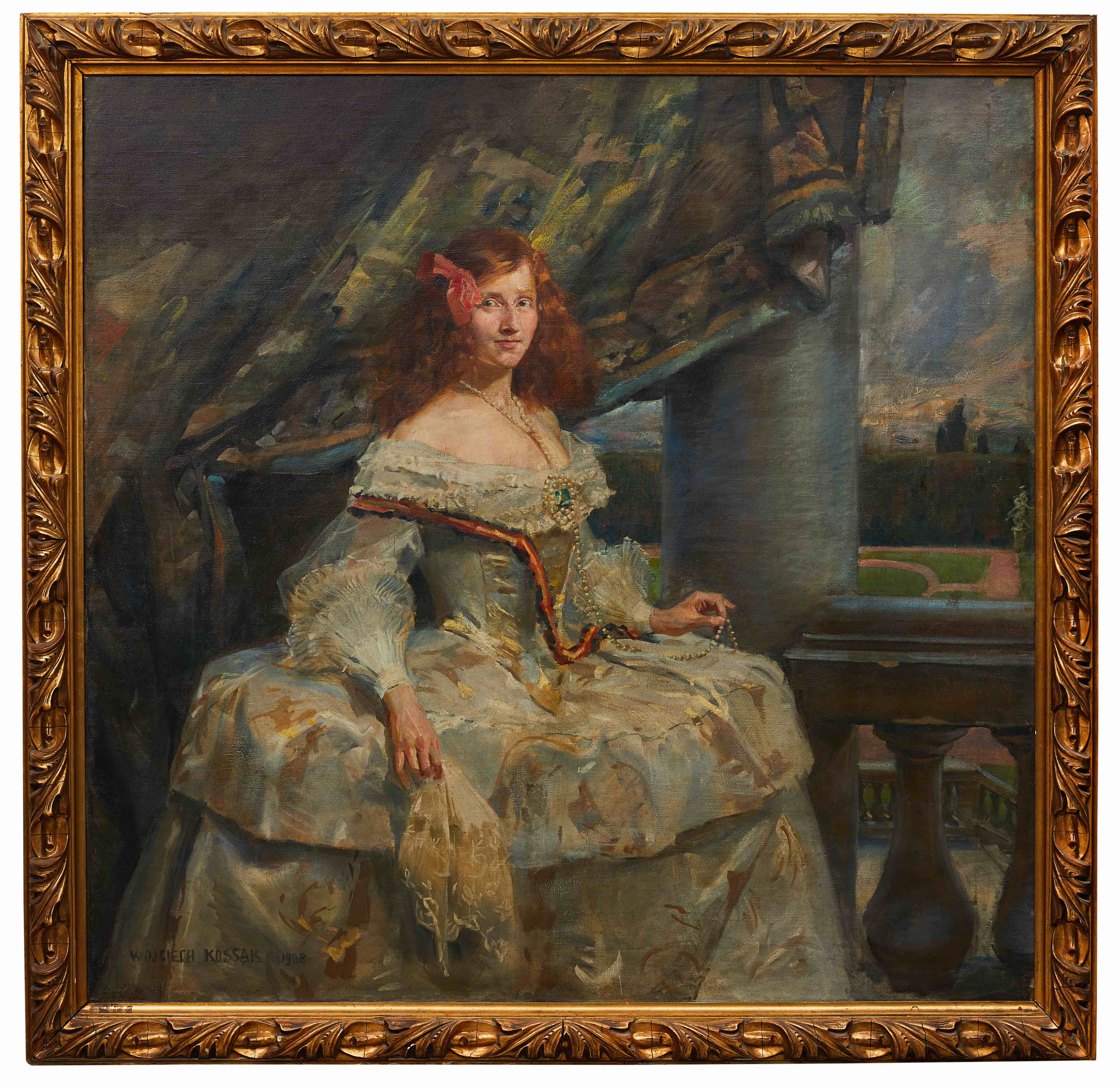
Войцех Коссак, Інфанта (Ірена Сольська), 1908

## Ордени та нагороди
- Командорський хрест Ордена Відродження Польщі (11 жовтня 1955) [3]
- Золотий Хрест Заслуги (двічі: 23 червня 1927 [4], 15 червня 1946 [5] )
- Золотий академічний лавр (07.11.1936) [6]

## Виноски
1. 1 2  Person Profile // Internet Movie Database — 1990.
2. ↑  Irena Solska, Pamiętnik, 1978.
3. ↑  M.P. z 1955 r. nr 117, poz. 1550 „za długoletnią działalność artystyczną w dziedzinie sztuki teatralnej”.
4. ↑  M.P. z 1927 r. nr 143, poz. 369 „za propagandę w dziedzinie sztuki”.
5. ↑  M.P. z 1946 r. nr 114, poz. 212 „za wybitne zasługi w dziedzinie. Teatru i Sztuki na terenie całego kraju”.
6. ↑  M.P. z 1936 r. nr 261, poz. 460 „za szerzenie zamiłowania do polskiej literatury dramatycznej”.

## Зовнішні посилання
- Irena Solska на сайті Filmweb.pl (пол.)
- Irena Solska на сайті  filmpolski.pl (пол.)
- Irena Solska, [w:] Encyklopedia teatru polskiego (osoby). [online] [dostęp 2021-04-09] .
- Materiały związane z Ireną Solską w bibliotece Polona